# Myrmeleon punctinervis
Myrmeleon punctinervis är en insektsart som beskrevs av Banks 1937. Myrmeleon punctinervis ingår i släktet Myrmeleon och familjen myrlejonsländor. Inga underarter finns listade i Catalogue of Life.